# Zemplénagárd
Zemplénagárd is een plaats (község) en gemeente in het Hongaarse comitaat Borsod-Abaúj-Zemplén. Zemplénagárd telt 927 inwoners (2001).